# 天主教馬坦薩斯教區
天主教馬坦薩斯教區（拉丁語：Dioecesis Matansansis）是古巴一個羅馬天主教教區，屬哈瓦那總教區。
教區1912年12月10日成立，位於馬坦薩斯省。2004年有教友478,000人，佔轄區總人口69.2%。教區下轄卅七個堂區，有二十名司鐸。現任教區主教為曼奴埃爾·伊拉里奧·德塞斯佩德斯。